# 순항전차 램
순항전차 램(Ram tank)은 제2차 세계 대전 당시 캐나다가 M3 리를 바탕으로 만든 순항전차이다. 미국 M4 셔먼이 최전방부대의 표준 전차였기 때문에 램 전차는 전투보다는 훈련에 사용되었다. 하지만 차체의 경우에는 화염방사전차나 거점, 기갑병력수송차와 같이 다양한 목적으로 사용되었다.

## 개발
1940년 덩케르크 철수 이후 프랑스에 있던 영국의 전차 병력은 상당한 손실을 입었지만, 전쟁 초기부터 영국의 전차 생산량은 목표치를 달성하지 못했다. 이에 따라 캐나다는 전차를 직접 생산해야할 수도 있었다. 1940년 캐나다 태평양 철도사의 앵거스 샵이 몬트리올에 들어섰고, 이 회사는 영국에 300대의 발렌타인 전차 부품을 양산했다. 이후 앵거스 샵은 캐나다 측에 발렌타인 전차 완제품을 제공했다. 그러나 발렌타인 전차는 보병전차였고, 캐나다는 새로 편성된 기갑사단에 보급할 순항전차가 필요했다. 결국 1,420대의 발렌타인 전차가 캐나다 태평양 철도 회사에 만들어졌지만, 이들 대부분은 소련에 보급되었다. 발렌타인 전차가 미국제 부품을 사용하고 있었지만, 발렌타인은 영국제 부품에 크게 의존하고 있었기 때문에 북아메리카의 방식으로 양산하는데 어려웠으며, 발렌타인 전차에 알맞은 장갑을 찾는 것에 제한이 있어서 전차 양산에 악영향을 미쳤다. 캐나다 전차 개발 합동위원회는 1940년 9월 영국보다는 미국의 순항전차를 기반으로 한다는 결정을 내렸다. 이는 미국 전차의 기획안에 적용하기 위해 이미 만들고 있었던 부품을 사용할 수 있다는 것을 의미했다.
캐나다는 M3 리 양산에 관심이 있었지만, M3는 중도적인 전차 안이었다. 전차의 장갑은 얇았고 차체가 길었으며 주포가 아래 부착되어 있었기 때문에 캐나다와 영국의 기갑사단이 사용하기에는 어려움이 따랐다. 1941년 초 캐나다 부서간 전차 위원회는 M3 차체를 사용하되 캐나다에서 더욱 우수한 기획안을 개발하자고 합의했다. 새로운 차체는 M3보다 낮았고, 용접 접합 구조나 주물 제작법을 사용했다. 포탑과 위쪽 차체는 미국의 제너럴 스틸 캐스팅이 양산했고, 캐나다 전차 부품의 양산을 지원했다. 몬트리얼 기관차 회사는 캐나다형 M3 순항전차를 만들기로 결정했고 롱 포인트에 캐나다 전차 병기고를 설립하는 자금을 받았다.